# Велика џамија у Самари
Велика џамија у Самари  је џамија из 9. века нове ере која се налази у Самари, у Ираку. Џамија је наручена 848. године, а завршена 851. године, од стране абасидског калифа Ел-Мутавакила, који је владао у Самари од 847. до 861. године. У време изградње, била је то највећа џамија на свету. Позната је по свом 52 м високом минарету са спиралном рампом. Џамија се налази унутар археолошког града Самаре који је на листи светске баштине УНЕСКО-а од 2007. године.

## Историја
Једно време, џамија је била највећа на свету; њен минарет, Малвија кула, је спирални купасти облик висине 52 м и ширине 33 м са спиралном рампом.
Владавина Ел-Мутавакила имала је велики утицај на изглед града, јер је изгледа био љубитељ архитектуре и заслужан за изградњу Велике џамије у Самари. Ел-Мутавакил и његови радници, као и други људи из тог краја, изградили су ову џамију користећи осмоугаоне стубове од печене цигле, који су у угловима имали четири мермерна стуба. Мермерни стубови су били увезени, што указује на чињеницу да је Ел-Мутавакил ангажовао уметнике и архитекте из целог Абасидског царства да му помогну у изградњи Велике џамије. На списку његових грађевинских пројеката који се појављује у неколико различитих верзија, помињу се нова Конгрегационална џамија и чак двадесет палата, укупне вредности између 258 и 294 милиона дирхама. Нова Конгрегационална џамија, са спиралним минаретом, изграђена између 849. (235. године по хиџри) и 851. године (235. године по хиџри), била је део проширења града на исток, протежући се у стари ловачки парк.
Џамија је имала 17 пролаза, а њени зидови су били обложени мозаицима од тамноплавог стакла. Била је део проширења Самаре према истоку. Уметност и архитектура џамије биле су утицајне; штуко резбарије унутар џамије у цветним и геометријским дизајнима представљају рану исламску декорацију. Џамија Ибн Тулуна у Каиру, у Египту, у многим аспектима је заснована на џамији у Самари и слично, налази се на великом отвореном простору.
Велика џамија је изграђена одмах изван главног подручја града и постала је главна атракција за становнике Самаре, као и за посетиоце и странце. Овај пројекат, заједно са другима које је спровео Ел-Мутавакил, трансформисао је град Самару од центра средње величине у огроман град какав је данас.
Творац џамије, Ел-Мутавакил, убијен је 861. године. Дошло је до немира и десетогодишњег периода проблема, укључујући грађански рат 865–866. године. Ова Велика џамија била је једна од последњих грађевина са познатим именом које јој је приписано у овом периоду.
Џамија је уништена 1278. године н.е, након инвазије Хулагу-кана на Ирак.

### Савремена конзервација
Сачувани су само спољни зид џамије и њен минарет. Ирачка државна организација за старине тесно је сарађивала са историчарима и архитектама у процесу рестаурације који је почео 1956. године. Задужили су људе да обнове разне споменике у Самари, укључујући и Велику џамију. Извршена је опсежна рестаурација како дворишта џамије, тако и спиралног минарета. У минарету је било преостало само 6 степеника, а двориште је окруживало врло мало комплетних лукова.
Минарет је претрпео додатну штету 2005. године, када је његов врх уништен експлозијом. Према неким изворима, ирачки побуњеници су били одговорни за напад, након што су америчке снаге користиле кулу као снајперски положај. 2015. године, УНЕСКО и ирачка влада најавили су пројекат рестаурације минарета и процене штете на остатку археолошког налазишта Самара, које је 2007. године проглашено светском баштином.

## Архитектура

### Изглед
Главна структура џамије је окружена зидом од печене цигле, укључујући четрдесет четири полукружне куле које носе структуру. Спољни зид има двадесет осам прозора. Двадесет четири од њих су окренута ка југоисточној страни, кибли. Постоји по један прозор за сваки пролаз, изузев места михраба. Зграда има укупно шеснаест врата која омогућавају приступ. Унутрашњост џамије представља велико двориште окружено наткривеним пролазима са свих страна. Молитвена сала је имала велики михраб уоквирен као лук. У средишту дворишта налазила се фонтана која је била прекривена и украшена мермерним плочицама и мозаицима. Верује се да је ова фонтана исклесана од једног великог камена и да су га слонови донели у ово подручје. Изградио  је калиф Ел-Ватик. Традиционално двориште џамије било је квадратно, међутим, Велика џамија у Самари имала је правоугаоно двориште окружено са ова два слоја зидова. Историчарима и архитектама је познато да су зидови џамије били прекривени застакљеним или стакленим плочицама. То би било у традиционалним плавим, белим и златним бојама које се користе у многим другим џамијама. Фрагменте ових плочица пронашли су археолози који су радили на џамијама. Плафон је висине 11 метара са укупно 464 стуба који носе овај плафон од печене цигле. Углавном је унутрашњост једноставна, а фокус је био на чврстом темељу од непрекидне плоче од цигле која је држала ове стубове заједно.
- План изградње џамије
- Бочни поглед на зид
- Минарет и зид џамије

### Минарет
Al-Minārat al-Malwiyyah („Увијени минарет“ или „Минарет пужеве шкољке“) је првобитно био повезан са џамијом мостом. Минарет или кула је изграђена између 848 и 852. године од пешчара и јединствена је међу осталим минаретима због свог узлазног спиралног конусног дизајна. Висок је 52 м и широк у основи 33 м, а спирала садржи степенице које досежу до врха.
Видљив је са значајне удаљености у подручју око Самаре и стога је можда замишљен као снажна визуелна изјава о присуству ислама у долини Тигра.
Неки сматрају да јединствени спирални дизајн минарета потиче од архитектуре месопотамских зигурата. Овај дизајн, завршен под Ел-Мутавакилом, био је другачији од других минарета створених у то време или било чега другог виђеног у исламском свету због облика своје основе. Месопотамски зигурати су имали квадратну основу, док овај минарет и други слични у Ираку имају кружну основу са увијеном спиралом која води до врха. Неки сматрају да је утицај Стуба из Гора, који је такође био квадратног, а не кружног облика, изграђеног у Сасанидском царству, истакнутији. Овај стил спиралног минарета је потом поновио калиф Абу Дулаф за своју џамију (такође у Самари). Ови минарети постају централна тачка силуете сваког града и позив на пажњу и молитву. Раније теорије које су сугерисале да су ови хеликоидни минарети инспирисани древним месопотамским зигуратима оспорили су и одбацили неки савремени научници, укључујући Ричарда Етингхаузена, Олега Грабара и Џонатана Блума.
Спирални облик минарета инспирисао је добитника Прицкерове награде за архитектуру Филипа Џонсона за дизајн Капеле захвалности из 1976. године на Тргу захвалности у Даласу, у Тексасу, у Сједињеним Државама. Минарети истакнуте емираћанске џамије, оне шеика Калифе у Ел Аину, такође су инспирисани овим минаретом.  Утицај минарета и дворишта џамије види се на овим местима, као и у модерним џамијама.